# Црква Светог Ђорђа у Ужицу
Црква Светог Ђорђа у Ужицу саграђена је у периоду од 1840. до 1842. године, представља непокретно културно добро као споменик културе од великог значаја.

## Историјат
Иницијативу Ужичана за подизањем новог храма, поред постојеће цркве Светог Марка, подржало је тадашње окружно начелство и актом од 6. фебруара 1840. године обавештавају Попечитељство просвештенија да су одлучили да граде цркву и траже зајам у износу од 20.000 гроша. Кнез Михаило Обреновић, актом од 24. марта 1840. године када су Ужичани већ почели зидање, одобрава зајам за наставак градње. После две године изградње, црква је освештана 1844. године. Као ктитори цркве наводи се народ и окружно начелство.

## Изглед цркве
Основа цркве је једнобродна, са полукружном апсидом, али певнички простори су правоугаоне основе. Фасада је једноставна, а испод подстрејног простора иде лучни фриз који артикулише лизене на јужној и северној страни. На западној страни су два слепа лучна прозора и један правоугаони, испод иконе заштитника храма светог Георгија. На јужној фасади, изнад врата, налази се шиљасти турски лук, а изнад два мала слепа прозора. Са обе стране врата су два прозора. Изнад певнице је по један лучни прозор, а изнад њега један мали слепи прозор. На апсиди је један лучни прозор. Унутрашњост наоса подељена је дорским пиластрима на четири травеја. Припрата је засвођена бачвастим сводом.
Иконе за иконостас и зидне слике израдио је Димитрије Посниковић заједно са Милијом Марковићем. Сачуване су само царске двери и северна страна иконостаса, пошто је јужна страна страдала у пожару 1955. године. На хору се налазе зидне слике српских светитеља и то: Свети Сава, Свети краљ Урош, Свети краљ Стефан Дечански, Свети краљ Милутин, Свети Симеон Мироточиви, Свети цар Лазар, Свети деспот Јован, Света Мати Ангелина, Свети Стева Штиљановић. Сачуван је и део записа на јужном зиду наоса по коме се види да су зидне слике и иконостас радили Милија Марковић и Димитрија Посниковић, родом из Карловца, Војводства Сербскога, лета Господњег 1851. године.
Црква је поправљана више пута, а највећа поправка је извршена 1990. године када је постављен бакарни кров.